# Народний банк Північної Македонії
Народний банк Північної Македонії (мак. Народна банка на Република Северна Македонија) — центральний банк Північної Македонії, заснований 19 жовтня 1946. Його основною метою є підтримка цінової стабільності в країні. Розташований у Скоп'є.
Нинішнім головою НБРМ є Аніта Ангеловска-Бейоска (з 22 травня 2018).

## Функції
НБРМ виконує такі функції:
- встановлюває і проводить монетарну політику;
- регулювання ліквідності на міжнародних платежів;
- встановлювати й проводити денар;
- працювати та керувати валютними резервами;
- регулювати систему оплати;
- регулює, видає дозволи та наглядає за банками, ощадними банками, компаніями, що випускають електронні гроші, та іншими фінансовими установами;
- видача ліцензії для виконання послуги оперативного переказу грошей і контролювати діяльність суб'єктів, що здійснюють послуги оперативного переказу грошей відповідно до закону;
- надати дозволи на дільність обмінних пунктів і контролювати їх діяльність відповідно до закону;
- випуск банкнот і монет;
- виконання робіт за рахунок центрального уряду та органів державного управління.